# 10598 Markrees
10598 Markrees eller 1996 TT11 är en asteroid i huvudbältet som upptäcktes den 13 oktober 1996 av den italiensk-amerikanske astronomen Paul G. Comba vid Prescott-observatoriet. Den är uppkallad efter upptäckarens svärson, Mark B. Rees.
Asteroiden har en diameter på ungefär 4 kilometer.